# Pang på pensionatet
Pang på pensionatet är en svensk fars som hade premiär på Vallarnas friluftsteater i Falkenberg på söndagen den 3 juli år 2011. Biljetterna började säljas redan på måndagen den 4 april år 2011 och sex dagar senare hade 40 000 biljetter bokats. Föreställningen släpptes på DVD på onsdagen den 20 juni år 2012.

## Handling
Farsen utspelar sig under sommaren år 1955 på ett pensionat, där den 95-åriga gästen Greta har bosatt sig permanent och tas hand om av ägarinnan, Berta, och den enda anställda, Rut.
Andra som dyker upp är en kvinnlig spion, en mansgris, en förvirrad kommissarie som är nypensionerad och den födelsedagsfirande brevbäraren Dag-Otto.
Pensionatet har hamnat i ekonomisk knipa och en försäljningsprocess pågår, samtidigt som det börjar ryktas om dödsfall bland gästerna.

## Medverkande
| Jojje Jönsson        | – Dag-Otto Flink                                 |
| Mikael Riesebeck     | – Kommissarie Harry Rask                         |
| Siw Carlsson         | – Tant Greta Karlsson                            |
| Stefan Gerhardsson   | – Direktör Sture Sandström                       |
| Annika Andersson     | – Rut Olsson, anställd                           |
| Ewa Roos             | – Berta Bengtsson, ägarinna                      |
| Maria Mälson Nystedt | – Ella "Ella Ko" Andersson                       |
| Thomas Nystedt       | – Dr. Valter "Yngve Gris" Friberg / Karl Persson |
| Pernilla Åblad       | – Blomsterflicka                                 |